# Kätlin Kaldmaa

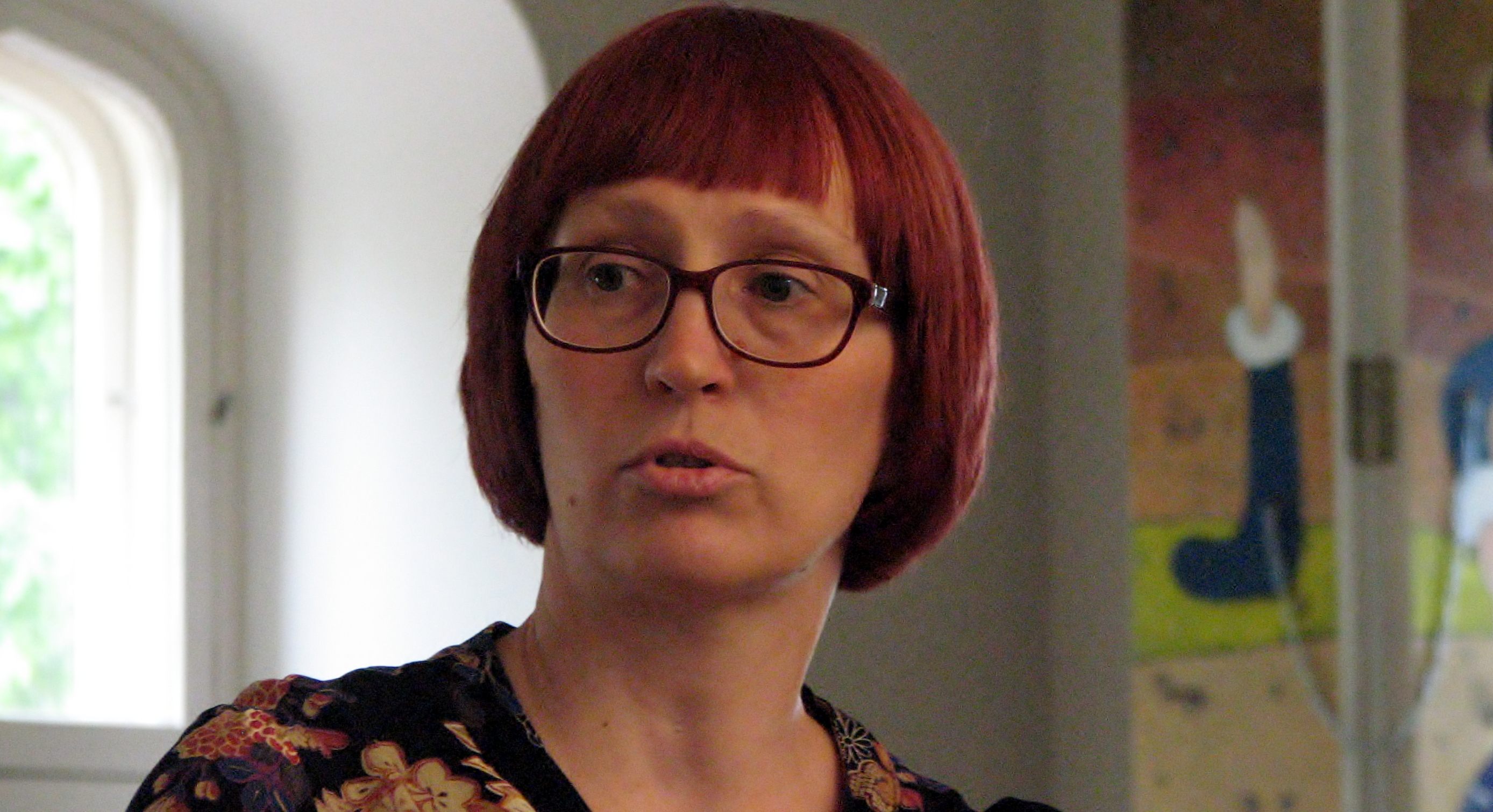
Kätlin Kaldmaa (2012)

Kätlin Kaldmaa (* 30. August 1970 in Rakvere) ist eine estnische Schriftstellerin, Übersetzerin und Literaturkritikerin.

## Leben
Kätlin Kaldmaa wuchs in Voore, in der Landgemeinde Saare im Kreis Jõgeva auf und machte 1988 in Palamuse Abitur. Anschließend studierte sie zunächst einige Jahre an der Universität Tartu estnische Philologie, machte ihren Universitätsabschluss jedoch 2012 an der Universität Tallinn im Fach Englische Sprache und Kultur.
Von 2006 bis 2010 war Kaldmaa Kulturredakteurin beim Eesti Päevaleht, danach war sie von 2010 bis 2016 beim Estnischen Zentrum für Kinderliteratur verantwortlich für die Auslandsbeziehungen. Außerdem war sie Chefredakteurin der von 2009 bis 2011 existierenden Zeitschrift „Lugu“. Seit 2016 lebt sie als freiberufliche Autorin in Tallinn.
Kaldmaa ist Mitglied des Estnischen Schriftstellerverbandes und seit 2010 Präsidentin des estnischen PEN-Clubs.

## Werk
Kätlin Kaldmaa debütierte unter dem Pseudonym „Kätlin Kätlin“ 1996 gemeinsam mit anderen jungen Autorinnen und Autoren im Rahmen einer Kassette, wie es in Estland in den 1960er-Jahren und auch wieder in den 1990er-Jahren häufig geschah. Ihre Lyrik ist dabei gelegentlich verglichen worden mit dem Werk von Artur Alliksaar.
Ihr zweiter Gedichtband erschien erst nach einer über zehnjährigen Pause. Der mehrsprachige Titel verweist darauf, dass einigen Gedichten eine finnische oder russische Übersetzung beigefügt ist. Außerdem sind Eröffnungs- und Schlussgedicht auf Englisch abgefasst. Auch in ihren weiteren Gedichtbänden finden sich immer wieder englische Texte.
Später wechselte Kaldmaa zur Prosa und veröffentlichte neben Kurzgeschichten auch einen Roman, der auf Island spielt (2013). Besonders ihre Novellen, von denen eine 2012 mit dem Friedebert-Tuglas-Novellenpreis ausgezeichnet wurden, sind von der Kritik gelobt worden. Ein Kritiker hat in ihr die Autorin gesehen, die „das Loch füllen kann, das Jüri Ehlvest hinterlassen hat“.
Daneben hat Kaldmaa auch Kinderliteratur verfasst. Außerdem wirkt Kaldmaa als Übersetzerin aus dem Englischen, Finnischen und Spanischen und hat unter anderem Jeanette Winterson, Michael Ondaatje und Gabriel García Márquez ins Estnische übertragen.

## Auszeichnungen
- 2012 Friedebert-Tuglas-Novellenpreis

## Bibliografie (Auswahl)
- Larii-laree ('Tirili'). Tallinn: Eesti Raamat 1996. 62 S. (Kassett 1995)
- Üks pole ühtegi. One is none ('Eins ist nichts'). s. l.: s.n. 2008. 116 S.
- Nägemata ilmad ('Ungesehene Welten'). [Tallinn]: NyNorden 2009. 57 S.
- Armastuse tähestik ('Alphabet der Liebe') [Tallinn]: NyNorden 2012. 76 S.
- Islandil ei ole liblikaid ('In Island gibt es keine Schmetterlinge'). Tallinn: Ajakirjade Kirjastus 2013. 325 S.
- Väike terav nuga ('Ein kleines scharfes Messer'). Tallinn: Tuum 2014. 206 S.
- Minu külas Islandil ja minu külas Kreekas. ('Bei mir zu Besuch in Island und bei mir zu Besuch in Griechenland') s. l.: Hunt 2020. 47 S.
- Hundi taltsutamine. ('Die Zähmung des Wolfs') Tallinn: Hunt Kirjastus 2021. 158 S.

## Übersetzungen ins Deutsche
- Lydia. Illustriert von Jaan Rõõmus. Aus dem Estnischen von Maximilian Murmann. Basel: Baobab Books 2022. s. p. [46 S.]

Ferner das Gedicht „liebeserklärung“, übersetzt von Cornelius Hasselblatt, in: Grand Tour. Reisen durch die junge Lyrik Europas. Im Auftrag der Deutschen Akademie für Sprache und Dichtung herausgegeben von Federico Italiano und Jan Wagner. München: Carl Hanser 2019, S. 462–463.